# Mammillaria guerreronis
Mammillaria guerreronis là một loài thực vật có hoa trong họ Cactaceae. Loài này được (Bravo) Boed. mô tả khoa học đầu tiên năm 1935.

## Hình ảnh

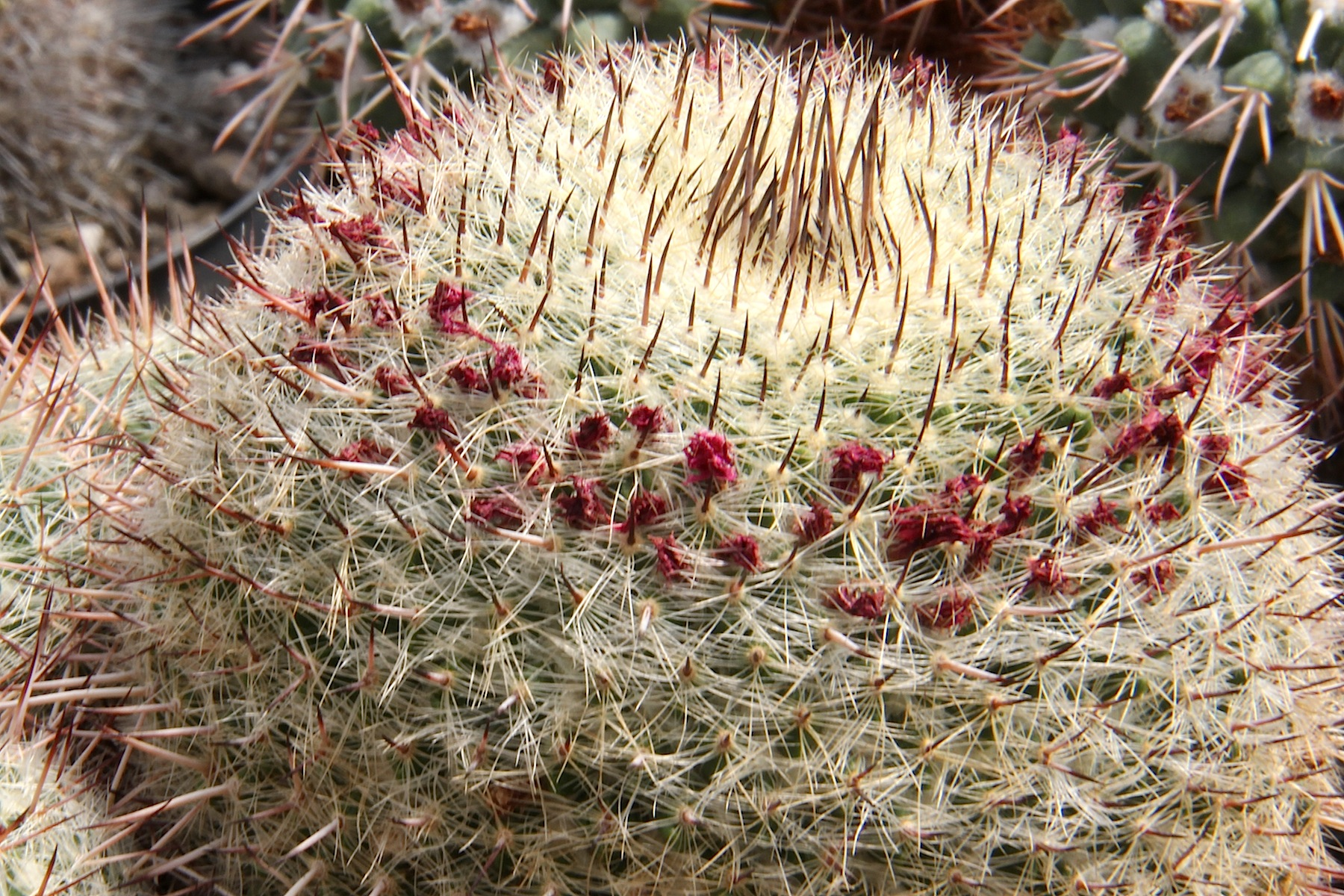